# Josef David (politik)
Josef David, též Joža David (17. února 1884 Kylešovice – 21. dubna 1968 Praha), byl československý politik a dlouholetý meziválečný i poválečný poslanec Národního shromáždění za Československou stranu národně socialistickou.

## Biografie
Studoval na gymnáziu v Opavě. V rodných Kylešovicích zakládal dělnicko-vzdělávací jednotu. Počátkem století ho myšlenkově oslovil Václav Klofáč a jeho národně sociální hnutí kombinující sociální a národní tematiku. Roku 1902 byl zakladatelem České strany národně sociální v Opavě. Působil jako redaktor listu Pokrok v Brně, Stráže českého severu v Mostě, Obrany lidu v Mladé Boleslavi a Slezského slova v Opavě.
Za první světové války bojoval v řadách rakousko-uherské armády, ale roku 1915 přeběhl do ruských pozic. Po pobytu v zajateckých táborech se začal angažovat v Československých legiích. Působil v redakci legionářského Československého deníku vydávaného v Rusku. Jednal s představiteli zahraničního politického exilu (Tomáš Garrigue Masaryk). Po válce se angažoval v organizacích sdružující československé legionáře, byl předsedou Československé obce legionářské.
Po parlamentních volbách v roce 1920 se stal poslancem Národního shromáždění. Byl do sněmovny kooptován až dodatečně roku 1921 jako jeden ze čtyř nových poslanců reprezentujících Československé legie. Počátkem 20. let 20. století měl blízko k levicovému křídlu socialistické strany, ale na rozdíl o skupiny okolo Bohuslava Vrbenského ve straně zůstal.
Poslanecký mandát obhájil i v parlamentních volbách v roce 1925, parlamentních volbách v roce 1929 a parlamentních volbách v roce 1935. Poslanecké křeslo si oficiálně podržel do zrušení parlamentu, tedy formálně do roku 1939, přičemž krátce předtím ještě v prosinci 1938 přestoupil do nově vzniklé Strany národní jednoty.
Za druhé světové války působil v exilu ve Spojeném království, přičemž pomáhal s organizací československých zahraničních jednotek. Zasedal v exilové Státní radě Československé a v Slovanském výboru, který se orientoval na válečnou i poválečnou spolupráci se SSSR. V dubnu 1945 se stal náměstkem předsedy vlády v první vládě Zdeňka Fierlingera. Po osvobození byl za národní socialisty v letech 1945–1946 poslancem Prozatímního Národního shromáždění (zároveň působil od listopadu 1945, po odchodu z postu ve vládě, jako předseda Prozatímního Národního shromáždění) a v letech 1946–1948 poslancem Ústavodárného Národního shromáždění. Během únorového převratu v roce 1948 se nepřipojil k protikomunistické části národně socialistické strany a přispěl tak k legitimizaci mocenského zvratu ve prospěch KSČ.
Jeho syn Milan byl manželem političky Jaroslavy Moserové.
Profesí byl tajemníkem Československé obce legionářské. Podle údajů z roku 1935 bydlel v Praze.

## Dílo
- Lužičtí Srbové. Londýn: Československý výbor pro slovanskou vzájemnost, 1944. 22 s.